# 瞳リョウ
瞳 リョウ（ひとみ りょう、1975年9月21日 - ）は、日本のAV女優。栃木県出身。

## 略歴・人物
AVデビューする前は美容業界で働いたのち、歌舞伎町のキャバクラ、六本木のクラブで働いていた。「20代のうちのヌードを残しておきたい」と考えAV業界に入り、1996年1月にアトラスの『センセーショナルな胸さわぎ』でデビュー。
テレビ番組『ギルガメッシュないと』に準レギュラーとして出演したり、『スーパーJOCKEY』などに出演しており人気があった。自身の半生を書いたタレント本を出したり、つかもと友希とのコンビでCDも出している。サスペンスドラマ出演の際に親バレし、一時は修羅場になったという。
2001年にAVを引退後は、ストリップに出演したり美容業界や銀座のクラブで働いていた。このころ結婚を前提に交際した男性もいたが、過去の経歴を受け入れてもらうことができず破談となった。
2013年、12年ぶりとなるAV作品で復帰。
以降も人妻、義母といった役柄で出演している。
瞳の大きさや、アニメ声が特徴。女教師役として多くの作品に出演した。AV女優としてデビューしてから1年余りで体重が8kg増えたと語っている。趣味は料理・散歩でイベントではパーティー料理を振る舞う程の腕前である。特技はネイルアート。

## 出演

### テレビ
- TVじゃん!! ロバの耳そうじ（日本テレビ）
- 超天才・たけしの元気が出るテレビ!!（日本テレビ）
- スーパーJOCKEY（日本テレビ）[1]
- NEXT TV（フジテレビ）
- 土曜ワイド劇場（テレビ朝日）
- 金髪先生（テレビ朝日）
- ギルガメッシュないと（テレビ東京）[1]
- 超光戦士シャンゼリオン（テレビ東京） 第15話「超まぼろしのアレ」丸尾ルミ 役
- 出没!アド街ック天国（テレビ東京）
- 新橋ミュージックホール（日本テレビ）
- 瞳リョウのAVアイドル解体新書（2012年10月-、エンタ!959）
- もう!バカリズムさんの超H! #17（2020年9月28日、フジテレビONE）

### オリジナルビデオ
- 学校のY談 （1996年7月21日 ビームエンタテインメント）共演:藤谷かな、川奈由依、三枝美憂 他
- 渡る世間はHばかり 女子大性就職物語 （1996年9月21日 オフィスレオ）
- 女王様VS爆乳娘 シャル・ウイSM? シリふんじゃった （1996年11月21日 オフィスレオ）
- 時空戦死 魅鬼 SPACE HUNTER MIKI （1996年12月18日 ビームエンタテインメント）
- 1224 ふぞろいのメリークリスマス （1996年12月24日 トライハートコーポレーション）
- 吸血温泉にようこそ （1997年4月21日 ミュージアム）
- BREAK HEAT 〜バクの胃袋を開け!〜 （1998年2月14日 シネロケット）
- 処女教師 （1998年10月21日 ミュージアム）
- 若妻のフェロモン ガラスの結婚 （1999年1月29日 ビームエンターテインメント）

## 作品

### アダルトビデオ
- センセーショナルな胸さわぎ（1月26日、アトラス）
- Eカップ令嬢 〜瞳の中の淫らなエキス〜（2月27日、アトラス）
- NEO出血大制服20（3月22日、アトラス）
- オールヌード〜息を止めて〜（4月19日、アトラス）
- 新任女教師 レイプの悲劇（5月15日、アトラス）
- ザ・コールガール5（6月28日、アトラス）
- 美人秘書 密室の情事（7月19日、アトラス）
- AVアイドル伝説（8月30日、アトラス）
- Max DREAM （9月20日、トライハート）
- 伝説崩壊 〜第二章〜（10月18日、トライハート）
- パンスト・ラヴァース（11月20日、アトラス）
- 瞳リョウとFUCKする!!（12月28日、アトラス）

- プリティワイフ（1月、トライハート）
- 監禁インモラルレディ（2月15日、アトラス）
- ファイナル スーパーボディは永遠に（3月15日、アトラス）
- Eyes factory（4月25日、HRC)
- 狂った天使（5月31日、HRC)
- 女尻（6月27日、アリスJAPAN）
- 制服レイプ愛奴 Part.5 愛欲奴隷 （7月31日、シャイ企画）
- 逆ソープ天国（8月22日、アリスJAPAN）
- トライアングル・レズビアン 11（9月24日、KUKI）共演:水野琴美、風吹さくら
- 新・女教師スペシャル あぶない放課後 （10月10日、V&Rプランニング）
- 拘束レイプ・強制ナマ出し 先生のアソコはいい匂い（11月29日、h.m.p）
- ソンナミラーズ3（12月26日、KUKI）共演:樹原まい

1998年 - 2002年
- LINGERIE DOLLS vol.5（1月25日、宇宙企画（メディアステーション）共演:七瀬あゆみ、持田薫
- はみだし女教師 デカ乳系（4月27日、エイトマン）共演:若菜瀬奈、有賀美穂、坂井真理絵、七瀬あゆみ
- 女教師 淫獣学園（8月5日、アタッカーズ）共演:三咲まお、麻宮淳子
- 「痴」女優（2001年7月28日、ワープエンタテインメント）
- クセになる女（2002年3月20日、ワープエンタテインメント）

- 瞳リョウ come back　12年ぶり…伝説の裸身―。（1月25日、Madonna）
- AV復活!（3月19日、ROOKIE）
- 女教師、課外授業（4月7日、ATTACKERS）
- 人身御供 夫のために、私は…（5月7日、ATTACKERS）
- 瞳リョウ 初本番!!　嫁の母（6月7日、Madonna）
- 処刑遊戯2013（7月7日、ATTACKERS）共演:吉田花
- 瞳リョウ レズ解禁!!　美熟女レズビアン（8月7日、Madonna）共演:風間ゆみ
- 友達の奥さん（9月7日、Madonna）
- 濃密セックス3本番SP!!　あなたへ 今晩、ようこの家に泊まります。（10月7日、Madonna）
- 近親相姦 犯された母（11月7日、Madonna）
- マドンナ10周年記念作品　夫の目の前で犯されて―　罪悪感と快感の狭間で（12月7日、Madonna）

- 痴漢映画館 7  こんな所で… なのに、なのに私ったら…!（1月7日、ATTACKERS）
- 女流作家、堕ちるまで…（2月7日、ATTACKERS）
- 老舗料理屋 凌辱の相続（3月7日、ATTACKERS）
- 漫画家中華なると原案 淫猥管理人 ～人妻快楽コーポ～（4月7日、Madonna）
- 梅雨明けの蒸し暑い夜に…。（5月7日、Madonna）
- 美熟女ソープ 壺姫御殿（6月7日、Madonna）
- あなた、許して…。-年下の誘惑-（7月7日、ATTACKERS）
- 女社長 淫姦の奴隷契約書（8月7日、ATTACKERS）
- 背徳の未亡人（9月7日、ATTACKERS）
- SOD特命社内カウンセラー!! 瞳リョウ先生がSOD社内で日々の業務に疲れている社員を「手淫」「口淫」「性交」で癒します!（10月9日、SODクリエイト）
- 中出し性交マッサージ付き温泉宿の女将さん（11月8日、SODクリエイト）
- 究極の中出し近親相姦企画 最愛の息子に伝えたい… 妊娠させるための性教育 8（12月6日、DEEP’S）共演：小西まりえ

- 背徳の聖職者 III（1月7日、ATTACKERS）
- 丸ごと! 瞳リョウSPECIAL 16時間 ～絶世の美熟女!! マドンナ出演全10作品完全攻略～（1月25日、Madonna）※単体ベスト
- 辱められた絆（2月7日、ATTACKERS）
- 犯される度に美しく（3月7日、ATTACKERS）
- 「制服・下着・全裸」でおもてなし またがりオマ○コホテル（4月9日、SODクリエイト）
- 瞳リョウ先生のオトナの保健体育（5月9日、SODクリエイト）

- 年上の人妻と関係をもってよかった7つの事。（8月7日、Madonna）
- 密着セックス 義兄と人妻の背徳関係（9月13日、Madonna）
- じっくり高める手コキでもてなす完全勃起ともの凄い射精の回春旅館（10月1日、Fitch）
- 淫語で誘う寸止め焦らし痴女 ～僕を生殺しにして愉しむ今は人妻になった初恋の女～（10月19日、Fitch）
- 解禁緊縛 「私の妻を縛って下さい。」（12月7日、Madonna）

- 母子姦（2月1日、グローリークエスト）
- 人妻の浮気心（4月1日、人妻援護会/エマニエル）
- 「実は私、あなたの連れ子に犯され続けています…」（4月27日、人妻花園劇場）
- SODロマンス 同じマンションに暮らす夫婦の交換 寝取らせ生活（5月24日、SODクリエイト）共演：加藤あやの
- 母の親友（6月13日、VENUS）
- 嫁の母親に中出ししてしまった（10月13日、VENUS）

- レジェンド美熟女!! 人生初の黒人解禁!! 黒人に溺れた人妻 ～逞しい青年(ブライアン)が隣に引っ越してきて…。～ （11月25日、Madonna）

- 四六時中、娘婿のデカチ○ポが欲しくて堪らない義母の誘い（1月7日、マドンナ）
- 膣イキ拷問 息子の友人にイキ狂わされた母（5月19日、ドグマ）
- 女の口はエロス溢れる性器なり 神淫語 カウパー液がジワッと広がる大人の囁き（6月13日、AVSCollector’s）
- セレブな手マ○コで噴射しなさい!（6月18日、センタービレッジ/桃色吐息）
- 「おばさんの下着で興奮するの?」 脱ぎたてのパンティで甥っ子の精子を一滴残らず搾りとる叔母（7月7日、VENUS/INCEST）
- 彼女に内緒で彼女の母ともヤってます…（7月7日、JET映像/卍GROUP）
- 母子交尾 【西那須蓬莱路】（7月7日、RUBY）
- エロくびれ美乳の母に生中出し（9月7日、RUBY）
- 汗だく性欲まみれ! おばさん脱獄犯に強制中出しさせられた僕（10月7日、VENUS）
- ぶっかけ溺姦 高飛車キャリアウーマンをザーメン制裁（10月19日、ドグマ）
- 魅惑のマゾ妻 美しい奥様の魅惑のセックス（11月12日、センタービレッジ / 桃色吐息）
- 夫の兄とNTR家庭内不倫（12月1日、プラネットプラス / 七狗留）
- ドSの瞳リョウをドMのセックス・モンスター倉木しおりが犯す。（12月19日、レズれ!）共演：倉木しおり

- インテリママのスパルタ性教育（2月1日、KSB企画/エマニエル）
- シェアハウスの管理人が絶倫ババア（4月19日、ドグマ）
- ママのリアル性教育（5月6日、グローリークエスト）
- ボクの彼女は美しすぎる実の叔母さん（5月13日、センタービレッジ/桃色吐息）
- 止められない姉妹相姦 汗かき密着お風呂ビアン（5月19日、レズれ!）※オムニバス作品

### アダルトVR
2017年
- 伝説のマドンナ‘瞳リョウ’と本能と魔性と抱擁のねっとり中出しセックス!（12月20日、KMPVR）

2018年
- 妖艶過ぎる淫乱義母に誘われ、嫁の居ぬ間に孕ませ中出し（2月13日、ViVidVR）
- 奇跡のW美魔女が男の精液ゼロになるまで搾り取る連続膣バキューム!（2月26日、ViVidVR）共演：佐々木あき
- 長尺VR 夫の寝てる傍で寝取られ孕ませザーメン中出しSEX（4月20日、こあらVR）

2020年
- マドンナ初VR!! 瞳リョウ 彼女のお母さんが元セフレ!! 相性抜群のSEXが忘れられず真実をひた隠す僕をこっそり誘ってくる!!（2月14日、マドンナ）

### イメージビデオ・ドラマ
- 若妻のフェロモン ガラスの結婚（2000年12月21日、ハピネット・ピクチャーズ）
- 女優おんせん（2011年4月28日、リバプール）
- come back 12年ぶり…伝説の裸身—。（2013年1月25日、マドンナ）
- エロキュート（2013年5月29日、オルスタックピクチャーズ）

## 書籍

### 写真集
- EyES （1996年6月 リイド社 ISBN 4845811057）
- VIRGINITY （黒田出版興文社 ISBN 487673318X）
- Privacy005 RYO（1999年8月 いれぶん出版 ISBN 4870840685）

### エッセイ
- あい プライベートフォト＆エッセイ（2000年5月 スタープレス ISBN 4921159025）
- 伝説のAV女優～黄金時代を築いた女神たち（2021年10月 著：寺井広樹 彩図社 ISBN 9784801305595）

### 雑誌
- 週刊プレイボーイ（集英社）
- 週刊ヤングマガジン別冊EXACTA（講談社）
- 週刊現代（講談社）
- フライデー (雑誌)（講談社）
- 週刊宝石（光文社）
- FLASH（光文社）
- フラッシュエキサイティング（光文社）
- 宝島（宝島社）
- 週刊ポスト（小学館）
- 週刊実話（日本ジャーナル出版）
- アサヒ芸能（徳間書店）
- トップテンメイト 1996年12月号（表紙）
- オレンジ通信 1997年11月号（表紙）
- マニア倶楽部 2000年01月号（表紙）